# Blitz Brigade
Blitz Brigade (с англ. — «Блиц Бригада») — шутер от первого лица со многопользовательским и однопользовательским режимом, разработана французской компанией Gameloft, выпущена 9 мая 2013 на Android, iOS и Windows.

## Геймплей
Онлайн-игра имеет режим обучения. Игрок может присоединяться к другим игрокам, образуя команды. Режим обучения со 120 различными миссиями, при прохождении которых открываются новые. В многопользовательском режиме на выбор есть 5 игровых карт. В игре используются внутриигровая валюта для покупок во магазине новых видов оружия.

## Оценки
| Иноязычные издания | Иноязычные издания |
| Издание            | Оценка             |
| ------------------ | ------------------ |
| Touch Arcade       | 3,5/5              |
| Gamezebo           | 7,9/10             |
| Pocket Game        | 7/10               |
| Digital Spy        | 2/5                |
| 148Apps            | 4/5                |

Touch Arcade оценил игру в 3.5/5 звёзд. Обозреватель из Gamezebo сообщил, что игра имеет хороший FPS на мобильном устройстве. Pocket Game дал игре 7/10 звёзд, также отметил превосходный FPS, но отрицательную критику вызвал подход freemium и плохаяя стабильность в онлайн-режиме. Эндрю Стивенс из 148Apps оценил игру в 4/5. Скотт Николс из Digital Spy дал игре оценку 2/5. Форд, Манди и Николс отметили сходство игры с Team Fortress 2.